# Turning Tables
A Turning Tables Adele angol énekes-dalszerző dala a 21 című második stúdióalbumáról (2011). A dalt Adele és az énekes-dalszerző Ryan Tedder közösen írta egy egykori szerelmével való veszekedés után, míg a produceri munkákat Jim Abbiss végezte el. A Turning Tables egy soulos hangzású popballada; hangszerelése zongorából, „Broadway-szerű” vonósokból és gitárból áll. Dalszövegében egy párkapcsolati vitát ír le, amelyben az énekes védekező álláspontra kerül egy manipulatív volt szeretővel szemben. Az XL Recordings 2011. november 5-én küldte el a dalt a brit mainstream rádióknak a Rumour Has It mellett a 21 ötödik kislemezeként.
A Turning Tables elnyerte a zenei kritikusok tetszését, akik dicsérték a dalszöveget, a produkciót és Adele énekesi teljesítményét. A dal négy országban, köztük Belgiumban, Olaszországban és Hollandiában is a Top 20-ba került. A brit kislemezlistán a 62., az amerikai Billboard Hot 100 listán pedig a 63. helyen végzett. Az Amerikai Hanglemezgyártók Szövetségétől (RIAA) arany minősítést kapott, miután több mint 500 000 digitális példányban kelt el. Adele a Turning Tables-t olyan televíziós műsorokban adta elő, mint a Late Night with David Letterman az Egyesült Államokban és a The Jonathan Ross Show az Egyesült Királyságban, és az Adele Live elnevezésű koncertkörútjának dallistáján is szerepelt. Gwyneth Paltrow amerikai színésznő és énekesnő előadta a kislemez feldolgozását a Glee – Sztárok leszünk! „A Night of Neglect” című epizódjában.

## Háttér

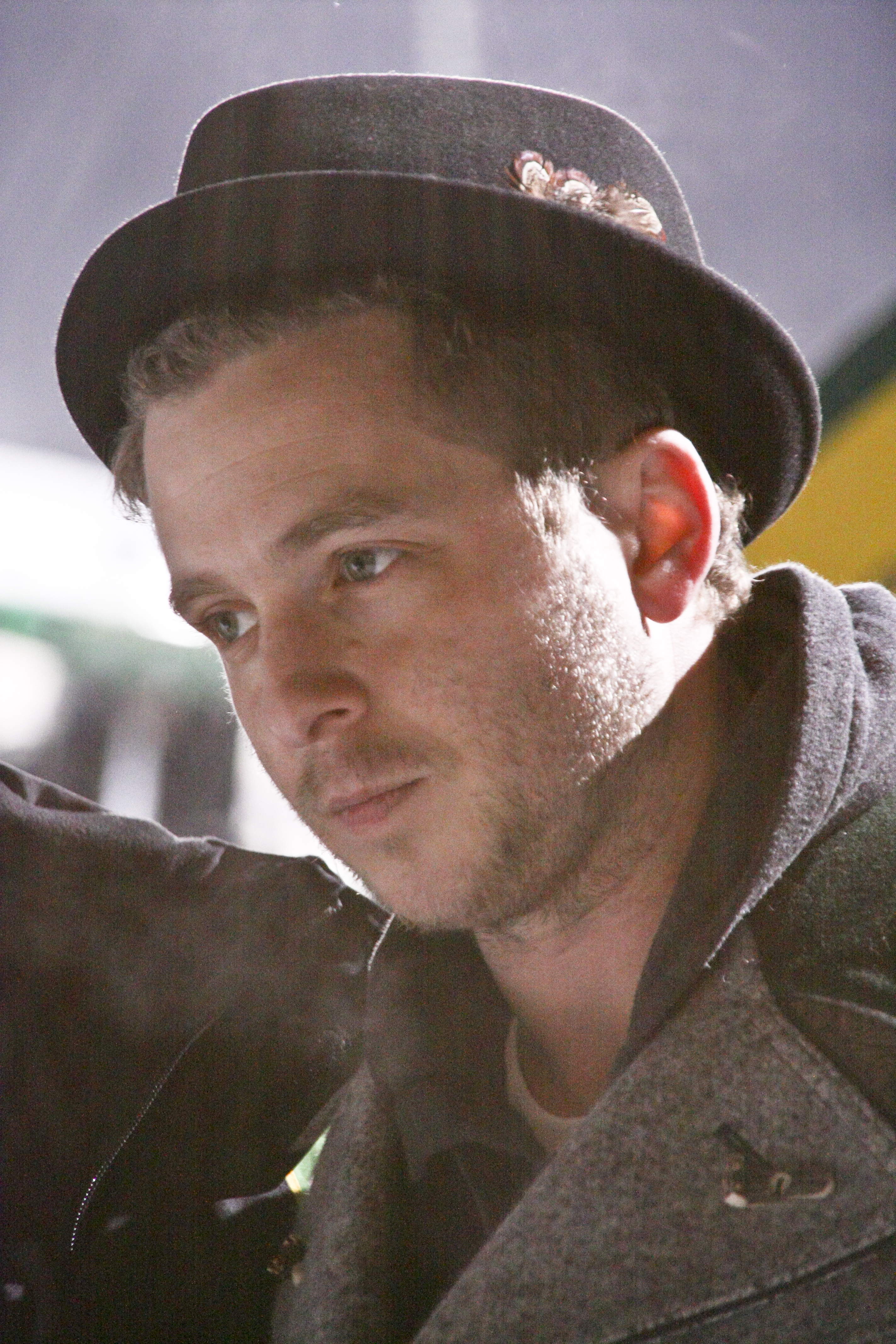
Ryan Tedder Adele-lel közösen írta a Turning Tables című dalt

2009 áprilisában a 20 éves Adele, aki nemrég kezdte meg első komoly kapcsolatát egy nála 10 évvel idősebb férfival, elkezdte megírni a 2008-as 19 című debütáló albumának folytatását. Válaszul arra, hogy a média „öreg léleknek” titulálta őt a vintage produkció és a dalok szentimentális jellege miatt, Adele egy sokkal vidámabb és modernebb második album mellett döntött. A stúdiómunkálatok azonban általában eredménytelenek voltak, és két hét után csak egy dalt rögzítettek az énekesnő megelégedésére – a Jim Abbiss által készített Take It All-t, egy szerelmes zongoraballadát, amely nem különbözik a 19 albumon található daloktól. Kiábrándulva az inspiráció hiányától és a stúdiómunkálatok lassú előrehaladásától, Adele lemondta a fennmaradó felvételi időpontokat. Adele a Take It All-t párkapcsolata egy nehéz pillanatában írta. Amikor lejátszotta a dalt a barátjának, kettőjük között heves vita alakult ki, ami a 18 hónapos kapcsolatuk végéhez vezetett. Az énekesnő összetört szívvel, de zeneileg felpezsdülve, az érzelmek áradatát a zenéjébe fojtotta, és olyan dalokat írt, amelyek a bosszús exszerető, a megtört szívű áldozat és a nosztalgikus régi szerelem szemszögéből vizsgálták meg a kudarcba fulladt kapcsolatát.
Több, olyan dalszerzőkkel és producerekkel, mint Paul Epworth, Fraser T Smith és Rick Rubin, készített felvételek után Adele elegendő anyagot szerzett egy teljes nagylemez elkészítéséhez. Második stúdióalbumát 2011. január 19-én adta ki 21 címmel. Adele először a Rolling in the Deep címet szánta az albumnak, a „roll deep” szlengkifejezés adaptációjaként, amely összefoglalja, hogyan érez a kapcsolatával kapcsolatban; az ő szabad fordításában a kifejezés arra utal, hogy van valaki, aki „fedez téged” és mindig támogat. Az énekesnő azonban később úgy ítélte meg, hogy a cím túlságosan zavaró volt közönsége egy részének. Bár szerette volna elkerülni a debütáló album számmotívumát, Adele a 21-et tartotta a legmegfelelőbb címnek, mivel az album keletkezésének idején betöltött életkorát jelképezte, önéletrajzi korrajzként szolgált, és szimbolizálta a debütálása óta bekövetkezett személyes érettséget és művészi fejlődést.

## Dalszerzés és megjelenés
A Turning Tables című dalt az amerikai énekes-dalszerző, a OneRepublic pop-rock együttes frontembere, Ryan Tedder és maga Adele írta. A dal produceri munkálatait Jim Abbiss irányította. Amikor két dal demója elkészült, Adele megkereste Teddert, aki éppen Londonban tartózkodott egy rádióműsor miatt. Tedder már azután kifejezte érdeklődését az énekesnővel való együttműködés iránt, hogy februárban, a 2009-es Grammy-díjátadón találkoztak. Tedder négy órával korábban érkezett a londoni Sphere Studiosban tartott első stúdiómunkájukra, hogy időt szakítson arra, hogy jobban megismerkedjen az énekesnő korábbi munkáival. Bár nem tudott Adele személyes problémáiról, mégis ő komponálta a Turning Tables nyitó zongoraszekvenciáját és első néhány sorát.
Véletlenül tökéletesen megragadta az énekesnő élményeit, aki pillanatokkal azután érkezett a stúdióba, hogy ismét összeveszett egykori szerelmével. Dühös és összeszedetlen volt, elítélte volt szerelme azon hajlamát, hogy vitáik során „megfordítja a kockát”, és Tedder úgy döntött, hogy erre a kifejezésre utal a dal szövegében. Adele másnap vette fel a demót Abbisszel. A Turning Tables-t Abbiss és Ian Dowling keverte. Neil Cowley zongorázott a dalban, míg a vonós hangszerelést Chris Elliot készítette. A vonósokon Patrick Kernan, Stephen Morris, Tom Pigott-Smith, Julian Leaper, Boguslaw Kostecki, Bruce White, Peter Lale, Rachel Stephanie Bolt, David Danels, Caroline Dale, Warren Zelnski, Jackie Shave, Chris Laurence, Rita Manning, Cathy Thompson, Emlyn Singleton és Chris Worsey játszottak. Az XL Recordings 2011. november 5-én adta ki a dalt a brit mainstream rádióknak, a Rumour Has It mellett ötödik kislemezként a 21-ről. 2011. december 14-én a dalt elküldték az olasz rádióknak is.

## Kompozíció
A Turning Tables egy soulos hangzású popballada, amely négy perc 10 másodperc hosszúságú. John Murphy a musicOMH-tól úgy értékelte a kislemezt, mint egy törékeny zongoraballadát, amely Adele hangját a lehető legjobban mutatja be. Joseph Viney, a Sputnikmusic munkatársa úgy jellemezte a dalt, mint egy finom balladát, amely elképesztő szépséggel rendelkezik. Hangszerelése zongorából, „Broadway-szerű” vonósokból és gitárból áll. A Sony/ATV Music Publishing által kiadott digitális kotta szerint a Turning Tables c-moll hangnemben íródott percenkénti 78 leütéssel. Adele hangterjedelme a G3-as mély hangtól a C5-ös magas hangig terjed.
Dalszövegileg a Turning Tables egy olyan dal, amely egy magánéleti vitáról szól, ahol az elbeszélő védekező álláspontot foglal el egy manipulatív volt szeretővel szemben. Megbékélve egy viharos kapcsolat befejezésével, Adele érzelmi távolságtartásra kötelezi magát, hogy megvédje magát a jövőbeli szívfájdalmaktól. Bryan Boyd, a The Irish Times munkatársa az 1980-as évek walesi rockeréhez, Bonnie Tylerhez hasonlította az énekesnőt, aki a düh, a fájdalom és a szenvedély keverékével énekel. A Paste magazin szerint a filmszerű vonósok „megfelelő ellenpontként szolgálnak [a dal] megtört szívű, kiüresedett dalszövegeihez”. A Turning Tables egy zongoraszekvenciával kezdődik, majd Adele az első sorokat így énekli: „Close enough to start a war/All that I have is on the floor” („Elég közel ahhoz, hogy háborút kezdjünk / Mindenem a padlón hever”). A refrén a következő szövegből áll: „So I won't let you / Close enough to hurt me / No, I won't rescue / You to just desert me / I can't give you / The heart you think you gave me / It's time to say goodbye / To turning tables.” („Így inkább nem engedlek  / annyira közel magamhoz, hogy megbánthass / Nem foglak megmenteni / hogy aztán elhagyhass / Nem tudom neked adni  / a szívem, amiről úgy hiszed tőled kaptam / Itt az idő, hogy búcsút intsek”).

## Fogadtatás

### A kritikusok értékelései
A Turning Tables elnyerte a zenekritikusok elismerését. Ian Walker az AbsolutePunk weboldalról úgy nyilatkozott, hogy a dal „az album legjobb vokális pillanatait tartalmazza, tovább erősítve Adele hírnevét, mint kompetens énekesnő, aki nem mutatja a megállás jeleit”. A Daily Herald írója szerint Adele „epikusan” hangzik a dalban. Leah Greenblatt, az Entertainment Weekly munkatársa „megvetett nők balladájának” nevezte a dalt. Greg Kot a Chicago Tribune-tól „zongora alapú melankóliát” vélt felfedezni a dalban. A HauteThought kritikusa azt írta, hogy „Adele természetes könnyedsége és eredeti hangja ragyog a Turning Tables-ben. A dal lehetővé teszi számára, hogy felfedezze a felső regiszterét anélkül, hogy figyelmen kívül hagyná a mélyebb, lélekkel teli hangzást, amit úgy tűnik, mindig is képes megteremteni”. Lily Moayeri megállapította, hogy a „Turning Tables című dalban Adele szabadjára engedi félelmetes hangerejét”. Ryan Reed a Paste-től „könnyfakasztónak”, míg Margaret Wappler a Los Angeles Times-tól „lágyan szentimentálisnak” nevezte a dalt.

### Kereskedelmi teljesítmény
A Turning Tables az amerikai Billboard Hot 100-as listán a 2011. május 7-i kiadásban a 63. helyen debütált. A következő héten a dal 22 pozíciót esett vissza a 85. helyre, és ez lett a hét legnagyobb visszaesése. A kislemez összesen három hétig szerepelt a listán, és az Amerikai Hanglemezgyártók Szövetsége (RIAA) arany minősítést adott neki, mivel több mint 500 000 digitális példányban kelt el. 2015 májusáig a Turning Tables csak az Egyesült Államokban 883 000 digitális letöltést ért el. A kanadai Canadian Hot 100-as listán a dal a 60. helyen debütált a 2011. május 7-i kiadásban. A következő héten a 91. helyre esett vissza, ezzel a hét legnagyobb esése lett. A Turning Tables-t a Music Canada platina minősítéssel jutalmazta a több mint 80 000 darabos eladás és streamelés miatt. Az Egyesült Királyságban a kislemezlistán 2011. május 14-én a 62. helyig jutott. 2011. május 21-én a Turning Tables a 80. helyre esett vissza, majd a következő héten lekerült a listáról. 2011. szeptember 17-én a dal újra felkerült a UK Singles Chartra, a 68. helyen. Sikeresebb volt a belga Ultratip kislemezlistán, ahol Wallóniában a második, Flandriában pedig a negyedik helyet érte el. A Turning Tables 2012. január 19-én az olasz kislemezlista kilencedik helyén debütált. Három hét után a listán, a dal 2012. február 16-án érte el a nyolcadik helyezést, ami egyben a legjobbja volt.

## Élő előadások és feldolgozások

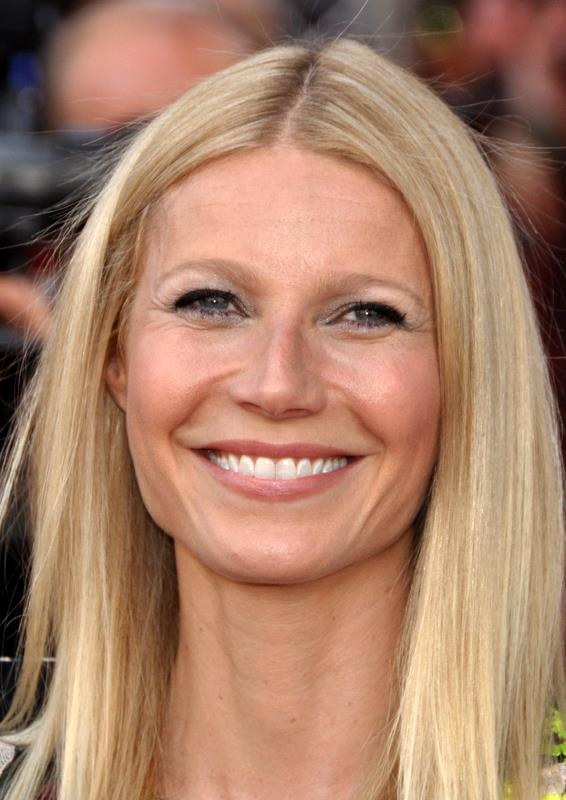
2011-ben Gwyneth Paltrow előadta a Turning Tables feldolgozását a Glee – Sztárok leszünk! „A Night of Neglect” című epizódjában

Adele 2011. február 9-én a Los Angeles-i Live at Largo koncerten előadta a Turning Tables című dalt. Robie Daw az Idolator-tól „bensőségesnek” nevezte az előadást, és megjegyezte, hogy Adele soulos énekét egyszerűen „kísérteties” zongoraakkordok kísérték. A dalt 2011. március 3-án a VH1 Unplugged című műsorában is előadta. Adele a Late Night with David Letterman című műsorban is fellépett vele; az előadás később felkerült a YouTube-ra, az énekesnő Vevo fiókjára. 2011. szeptember 4-én az énekesnő a Turning Tables című dalt adta elő a The Jonathan Ross Show premierjén, aki interjút is készített vele. A Turning Tables szerepelt Adele második, Adele Live (2011) című koncertkörútjának setlistjén. 2011. november 22-én Adele bemutatott egy videót a dal előadásáról a londoni Royal Albert Hallban tartott koncertjéről. Az előadás később felkerült a 2011. november 25-én megjelent Live at the Royal Albert Hall című első koncertalbumára. Adele úgy jellemezte a fellépést, mint a legkülönlegesebb koncertet, amit valaha is adott. Adele 2012. január 27-én előadta a dalt a Live from the Artists Den című koncerten. Az előadás során az énekesnő kijelentette: „Semmi sem mozgat meg annyira az életben, mint a színpadon lenni. Szeretem a kis helyiségekben való fellépést, és ez a terem bájos és barátságos volt, egyszerűen gyönyörű”.
A Turning Tables-t Gwyneth Paltrow amerikai színésznő és énekesnő feldolgozta a Fox Broadcasting Company Glee – Sztárok leszünk! című televíziós sorozatának „A Night of Neglect” című epizódjában. A dal előadását az eredetihez képest gyengébbnek tartották. Erica Futterman, a Rolling Stone munkatársa szerint ez volt Paltrow eddigi legkevésbé kedvelt feldolgozása, és azt mondta, hogy az énekéből „hiányzott az a textúra, ami Adele verzióját olyan szívszorítóvá tette"” Sandra Gonzalez az Entertainment Weekly-től a legalacsonyabb, „B-” minősítést adta, Aly Semigran az MTV-től pedig úgy vélekedett, hogy bár Paltrow „elég jó énekesnő”, de „semmiképpen sincs meg benne az a képesség”, amit a dal megkövetel. A The Wall Street Journaltól Raymund Flandez „látványos fordulatnak” nevezte, és dicsérte a vizuális és vokális teljesítményt, de megjegyezte, hogy Paltrow-nak nincs meg Adele hitelessége. Ez a kislemezként megjelent változat a 66. helyet érte el az amerikai Billboard Hot 100-on és a kanadai Hot 100 listán. 2012. július 2-ig a Glee verziója csak az Egyesült Államokban 113 000 fizetős letöltést ért el. 2011-ben a dal társszerzője Ryan Tedder a OneRepublic nevű együttesével előadta a Turning Tables-t a denveri Acoustic Christmas jótékonysági koncerten.

## Közreműködők
Közreműködők listája a 21 albumjegyzetei (XL Recordings) alapján.
Felvételek
- Sphere Studios, London, Egyesült Királyság

Közreműködők
| - Vokálok – Adele - Dalszerzés – Adele Adkins, Ryan Tedder - Producer – Jim Abbiss - Hangkeverés – Jim Abbiss, Ian Dowling - Zongora – Neil Cowley | - Vonós hangszerelés – Chris Elliott - Vonós zenekar tagjai – Patrick Kernan, Stephen Morris, Tom Pigott-Smith, Julian Leaper, Boguslaw Kostecki, Bruce White, Peter Lale, Rachel Stephanie Bolt, David Daniels, Caroline Dale, Warren Zielinski, Jackie Shave, Chris Laurence, Rita Manning, Cathy Thompson, Emlyn Singleton, Chris Worsey |

## Helyezések
| Lista (2011–2013)                     | Legjobb helyezés |
| ------------------------------------- | ---------------- |
| Ausztrália (ARIA)                     | 34               |
| Belgium (Ultratip Flanders)           | 4                |
| Belgium (Ultratip Wallonia)           | 2                |
| Dél-Korea Nemzetközi dalok (Gaon)     | 62               |
| Kanada (Canadian Hot 100)             | 60               |
| Németország (Media Control Charts)    | 85               |
| Izrael (Media Forest)                 | 3                |
| Olaszország (FIMI)                    | 8                |
| Hollandia (Top 40)                    | 15               |
| Hollandia (Single Top 100)            | 45               |
| Skócia (Scottish Singles Top 40)      | 51               |
| Egyesült Királyság (UK Singles Chart) | 62               |
| US Billboard Hot 100                  | 63               |
| US Latin Pop Songs (Billboard)        | 20               |

| Lista (2012)             | Helyezés |
| ------------------------ | -------- |
| Hollandia (Dutch Top 40) | 64       |

## Minősítések és eladási adatok
| Régió | Minősítés | Eladott példányszám |
| --- | --------- | ------------------- |
| Ausztrália (ARIA) | arany     | 35 000^             |
| Brazília (Pro-Música Brasil) | platina   | 60 000‡             |
| Kanada (Music Canada) | platina   | 80 000‡             |
| Dánia (IFPI Denmark) | arany     | 45 000‡             |
| Olaszország (FIMI) | platina   | 30 000*             |
| Egyesült Királyság (BPI) | platina   | 600 000‡            |
| Egyesült Államok (RIAA) | arany     | 883 000             |
| * Eladási példányszámok kizárólag a minősítés alapján. ^ Kiszállítási példányszámok kizárólag a minősítés alapján. ‡ Eladási+streaming példányszámok kizárólag a minősítés alapján. |           |                     |

## Megjelenési történet
| Régió              | Dátum              | Formátum          | Kiadó |
| ------------------ | ------------------ | ----------------- | ----- |
| Egyesült Királyság | 2011. november 5.  | Mainstream rádió  | XL    |
| Olaszország        | 2011. december 14. | Rádiós megjelenés | XL    |

## Fordítás
- Ez a szócikk részben vagy egészben  a   Turning Tables című angol Wikipédia-szócikk fordításán alapul.  Az eredeti cikk szerkesztőit annak laptörténete sorolja fel. Ez a jelzés csupán a megfogalmazás eredetét és a szerzői jogokat jelzi, nem szolgál a cikkben szereplő információk forrásmegjelöléseként.

## Külső linkek
- Turning Tables (Live at The Royal Albert Hall) a YouTube-on
- Turning Tables (Live on Letterman) a YouTube-on